# Liste der Biografien/Duz
Liste der Biografien |
Portal Biografien |
Personensuche
# |
A |
B |
C |
D |
E |
F |
G |
H |
I |
J |
K |
L |
M |
N |
O |
P |
Q |
R |
S |
T |
U |
V |
W |
X |
Y |
Z |
?
 
Da |
Db |
Dc |
Dd |
De |
Dg |
Dh |
Di |
Dj |
Dk |
Dl |
Dm |
Dn |
Do |
Dq |
Dr |
Ds |
Du |
Dv |
Dw |
Dy |
Dz
 
Dua |
Dub |
Duc |
Dud |
Due |
Duf |
Dug |
Duh |
Dui |
Duj |
Duk |
Dul |
Dum |
Dun |
Duo |
Dup |
Duq |
Dur |
Dus |
Dut |
Duu |
Duv |
Duw |
Dux |
Duy |
Duz
Die Liste der Biografien führt alle Personen auf, die in der deutschsprachigen Wikipedia einen Artikel haben. Dieses ist eine Teilliste mit 5 Einträgen von Personen, deren Namen mit den Buchstaben „Duz“ beginnt.

## Duz
- Düz, Hüseyin Yakup (* 1988), türkischer Fußballspieler

### Duzc
- Duzcu, Senay, deutsch-türkische Komikerin

### Duzd
- Duzdar, Muna (* 1978), österreichische Politikerin (SPÖ), Staatssekretärin, Landtagsabgeordnete, Mitglied des BundesratesMuna Duzdar (* 1978)

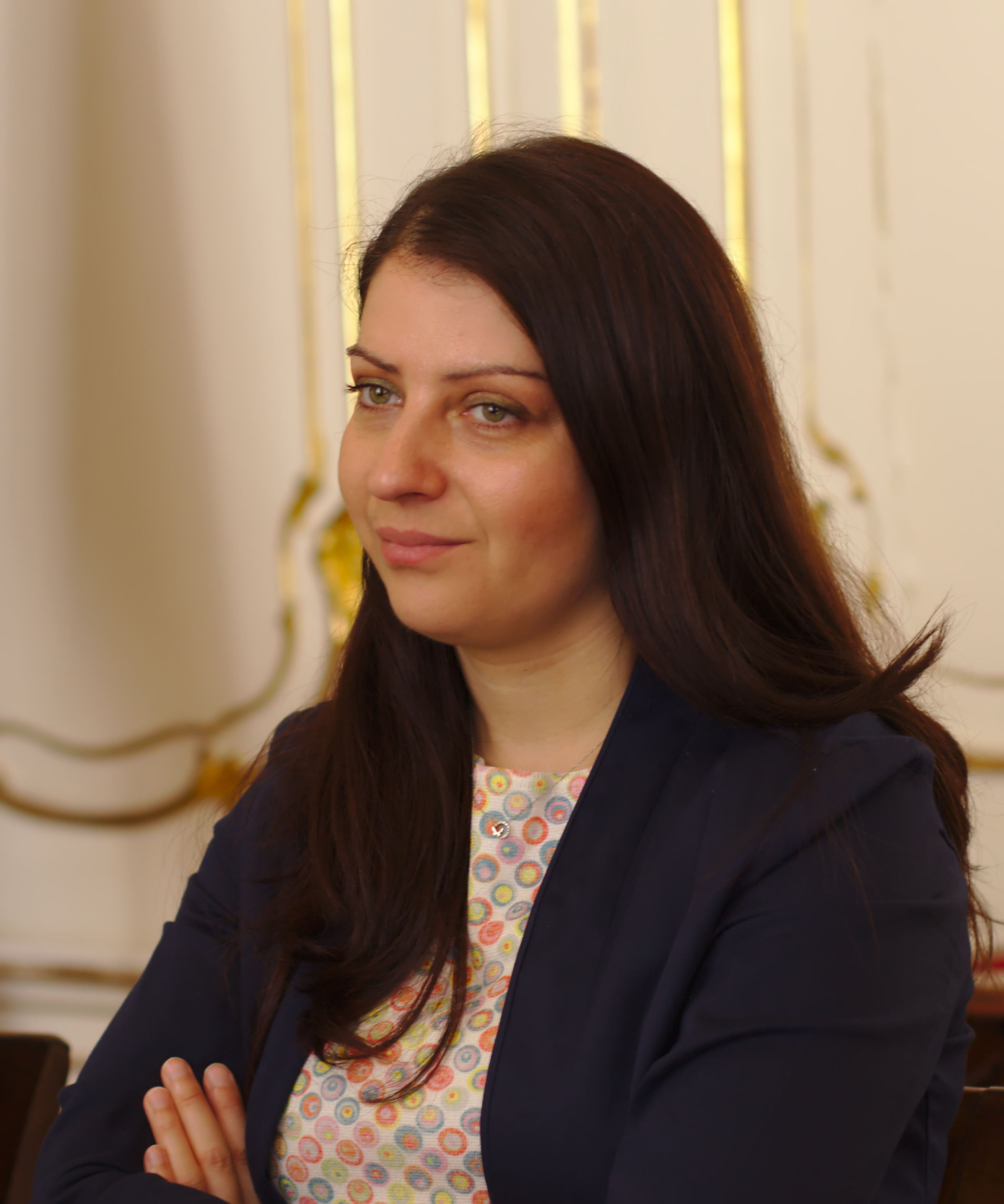
Muna Duzdar (* 1978)

### Duzo
- Duzoe (* 1990), deutscher Rapper

### Duzy
- Düzyatan, Engin Altan (* 1979), türkischer Film- und Fernsehschauspieler